# Xenopsylla aequisetosa
Xenopsylla aequisetosa es una especie de pulga del género Xenopsylla, familia Pulicidae. Fue descrito por primera vez en 1901 por Günther Enderlein.